# 涂逢年
涂逢年（？—？），本籍直隸平谷，監生出身，是中國清朝官員，於1730年上任新港巡檢，隸屬於台灣道台灣府，為台灣清治時期的地方官員，該官職主要從事新港之管理事務。